# Dilermando de Aguiar
Dilermando de Aguiar là một đô thị thuộc bang Rio Grande do Sul, Brasil. Đô thị này có diện tích 602,571 km², dân số năm 2007 là 3129 người, mật độ 5,19 người/km².